# Pago Pago
Pago Pago (Aussprache /ˈpɑŋo ˈpɑŋo/) ist der Hauptort von Amerikanisch-Samoa und liegt auf der Insel Tutuila.
Die Stadt besitzt einen internationalen Flughafen und ist Hauptumschlagplatz für Waren und touristische Aktivitäten der gesamten Inselgruppe. Die Tagesmitteltemperatur liegt ganzjährig bei 20–30 °C. In Pago Pago befindet sich einer der tiefsten, natürlichen Tiefwasserhäfen des Südpazifiks in einer strategisch wichtigen Lage mit einer besonders hohen Ausbaustufe und ist deshalb Sitz verschiedener international tätiger Fischverarbeitungsbetriebe. Der Großteil der Industrie der Stadt betrifft den Tourismus, Unterhaltungsindustrie und Lebensmittelproduktion mit dem Schwerpunkt der Verarbeitung und Verpackung von Thunfisch. So war Pago Pago 1993 weltweit viertgrößtes Zentrum der Thunfischverarbeitung, da es die weltweit größten Thunfischunternehmen Chicken of the Sea und StarKist beherbergte, welche geschätzt circa 445 Millionen US-Dollar an Umsatz durch den Export von abgepackten Thunfisch-Konserven in die USA erzielten.
Pago Pago ist das einzige höher entwickelte, städtische Zentrum von Amerikanisch-Samoa. Verschiedene umliegende Dörfer rund um den Hafen bilden zusammen mit Pago Pago die Greater Pago Pago Metropolitan Area, die im Jahr 2000 etwa 8000 Einwohner zählte. Der Ortsteil Pago Pago selbst hatte 2010 nach einer Volkszählung 3656 Einwohner. Die einzelnen Ortsteile sind  Utulei, Fagofogo, Malaloa, Pago Pago, Satala und Atu'u. Fagofogo umfasst hierbei die Ortsmitte mit Sitz der Legislatur, und der amerikanisch-samoanischen Polizeibehörde Fona, während die Exekutive in Utulei untergebracht ist.
Die Lage am Berg Mount Pioa beschert Pago Pago die weltweit durchschnittlich höchsten, jährlichen Niederschläge in einer Hafenregion.
Pago Youth ist der Fußballverein der Stadt.

## Söhne und Töchter der Stadt
- Peter Tali Coleman (1919–1997), US-amerikanischer Politiker
- Al Harrington (1935–2021), US-amerikanischer Schauspieler und Historiker
- Fofó Iosefa Fiti Sunia (* 1937), US-amerikanischer Politiker
- Amata Coleman Radewagen (* 1947), US-amerikanische Politikerin
- Faauuga Muagututia (* 1958), amerikanisch-samoanischer Bobfahrer
- Gary Scott Thompson (* 1959), US-amerikanischer Drehbuchautor, Film- und Fernsehproduzent
- Naomi A'asa (* 2000), amerikanisch-samoanische Beachhandballspielerin
- Roselyn Faleao (* 2000), amerikanisch-samoanische Beachhandballspielerin
- Imeleta Mata'utia (* 2000), amerikanisch-samoanische Beachhandballspielerin
- Philomena Tofaeono (* 2000), amerikanisch-samoanische Beachhandballspielerin
- Felise Fata (* 2006), amerikanisch-samoanischer Fußballtorwart